# ボスニア＝ポドリニェ県

ボスニア＝ポドリニェ県
Bosansko-podrinjski kanton
Bosansko-podrinjska županija
Босанско-подрињски кантон

ボスニア＝ポドリニェ県（ボスニア＝ポドリニェけん、ボスニア語:Bosansko-podrinjski kanton、クロアチア語:Bosansko-podrinjska županija、セルビア語:Босанско-подрињски кантон）、あるいはボスニア＝ポドリニェ・カントンはボスニア・ヘルツェゴビナ共和国のエンティティであるボスニア・ヘルツェゴビナ連邦を構成する県。県都はゴラジュデ。

## 地理
ボスニア＝ポドリニェ県はボスニア・ヘルツェゴビナ西部の、ポドリニェ地方に位置している。周囲3方をスルプスカ共和国に囲まれ、西側でサラエヴォ県と接している。

## 人口
2004年の段階で、県の人口は35,208人を数え、そのほとんどはボシュニャク人である。民族別の内訳は次の通り。
- 34,743人 （98.6%） ボシュニャク人
- 418人 （1.2%） セルビア人
- 50人 （0.1%） クロアチア人
- 35人 （0.1%） その他

## 基礎自治体
ボスニア＝ポドリニェ県には3つの基礎自治体が存在する。
- ゴラジュデ、（Goražde）
- パレ＝プラチャ、（Pale-Prača）
- フォチャ＝ウスティコリナ、（Foča-Ustikolina）